# Rosanna Minozzi
Rosanna Minozzi (Dire Daua, 18 giugno 1942) è una politica italiana.

## Biografia
Esponente del Partito Comunista Italiano, dal 1976 al 1983 fu assessore alla pubblica istruzione del comune di Prato, nella giunta guidata da Goffredo Landini. Successivamente ricoprì la carica di deputato per due legislature, venendo eletta alle politiche del 1983 (con 13.750 preferenze) e alle politiche del 1987 (con 12.805 preferenze, subentrando ad Achille Occhetto, plurieletto).
Nel 1991 aderì al Partito Democratico della Sinistra.
Terminò il mandato parlamentare nel 1992.